# Autoroute A104

Die Autoroute A 104 ist eine französische Autobahn. Sie bildet einen dritten Ring (La Francilienne) um Paris. Ihr Beginn liegt heute im Gonesse, ihr Ende derzeit in Torcy. Es gibt jedoch noch keinen Westteil, sodass keine Verbindung zur A 10 besteht. 
In den Jahren 2011 bis 2015 sollte der Ausbau der A 104 fertiggestellt werden. Heute hat die Autobahn eine Länge von 27,0 km.